# 小行星9608
小行星9608（英語：9608）是一颗围绕太阳公转的小行星。1992年8月2日，亨利·E·霍爾特在帕洛马山发现了此天体。
这颗小行星的绝对星等为84.58038327285887等。